# Кей, Эллен
Эллен Каролина Софья Кей (швед. Ellen Karolina Sofia Key; 11 декабря 1849, Сундсхольм — 25 апреля 1926, Странд) — шведская писательница.

## Биография
Эллен Кей родилась в Сундхольме в семье Эмиля Кей, основателя Шведской Аграрной Партии. Её мать Софи Пусси Кей была из аристократической семьи с севера Швеции. Эллен Кей получила домашнее образование, мать обучала её грамоте и арифметике, а гувернантка — иностранным языкам. Эллен с детства много читала, на неё произвели впечатление пьесы Генрика Ибсена, в частности «Пер Гюнт», «Комедия любви» и «Брандт». Когда Еллен исполнилось двадцать, её отец был избран в Риксдаг и семья переехала в Стокгольм.
Эллен считала материнство тяжёлым трудом и настаивала на том, что безотносительно мужей государство должно поддерживать матерей и детей. Эти идеи оказали заметное влияние на социальное законодательство многих стран.
В 1874 году она отправилась в Данию, где преподавала в народных институтах для малообеспеченных деревенских жителей. Она мечтала основать свой народный институт на родине в Швеции, но вместо этого в 1880 году поступила преподавательницей в колледж Анны Уитлок для девочек в Стокгольме (Anna Whitlock’s girls school).
В литературной деятельности касалась вопросов о правах и обязанностях женщины, о женском труде, о взаимных отношениях старого и молодого поколения, о материнском чувстве, о взаимодействии личности и общества. Не примыкая ни к какой определённой группе или партии, она всегда стремилась идти своим особым путём. Её главные труды — «О любви и браке» и «Век ребёнка» («Barnets århundrade», 1900, русский перевод 1905). Для распространения своих идей в европейском обществе Кей предприняла в 1903 году путешествие по Германии и Австрии, где читала публичные лекции на близкие ей темы.
Несколько статей Эллен Кей появилось в 1906 году в книге Евгения Жураковского «Трагикомедия современной жизни» в виде приложения: «Женщина будущего», «Мужество», «Об индивидуализме Ибсена», в переводе Ольги Такке. Памятную статью о ней «Венок на могилу (Памяти Эллен Кей)» написал публицист и общественный деятель русского Зарубежья Илья Маркович Троцкий, см. Литература.
Также была автором философской концепции «этика через эстетику». В ней она постулировала, что человек живущий в полноценной, удобной обстановке способен познать себя и найти консенсус с окружающими его миром. Данный взгляд был продиктован её увлечением социал-демократической идеологией, но она стремилась избежать диктатуры пролетариата и др. насильственных способов управления.